# Talltangara
Talltangara (Phonipara canora), även kallad kubagräsfink, är en fågel i familjen tangaror inom ordningen tättingar.

## Utseende och läte
Talltangara är en liten finkliknande fågel. Ansiktet är mörkt (svart hos hanen, grått hos honan), omringat av gult från bakom ögat, nerför halsen och tvärs över bröstet. Resten av undersidan är svart till grå och ovansidan olivgrön. Lätet är ett vasst men melodiskt tjippande och sången består av ett rätt ljust kvitter.

## Utbredning och systematik
Fågeln förekommer naturligt på Kuba och Isla de la Juventud och har införts på Isla Providencia. Traditionellt placeras den i släktet Tiaris. Genetiska studier visar dock att arterna i släktet inte är varandras närmaste släktingar. Den har därför lyfts ut till det egna släktet Phonipara.

### Familjetillhörighet
Liksom andra finkliknande tangaror placerades denna art tidigare i familjen Emberizidae. Genetiska studier visar dock att den är en del av tangarorna.

## Status och hot
Arten har ett stort utbredningsområde, men tros minska i antal, dock inte tillräckligt kraftigt för att den ska betraktas som hotad. Internationella naturvårdsunionen IUCN listar arten som livskraftig (LC).